# Cinquième Suisse

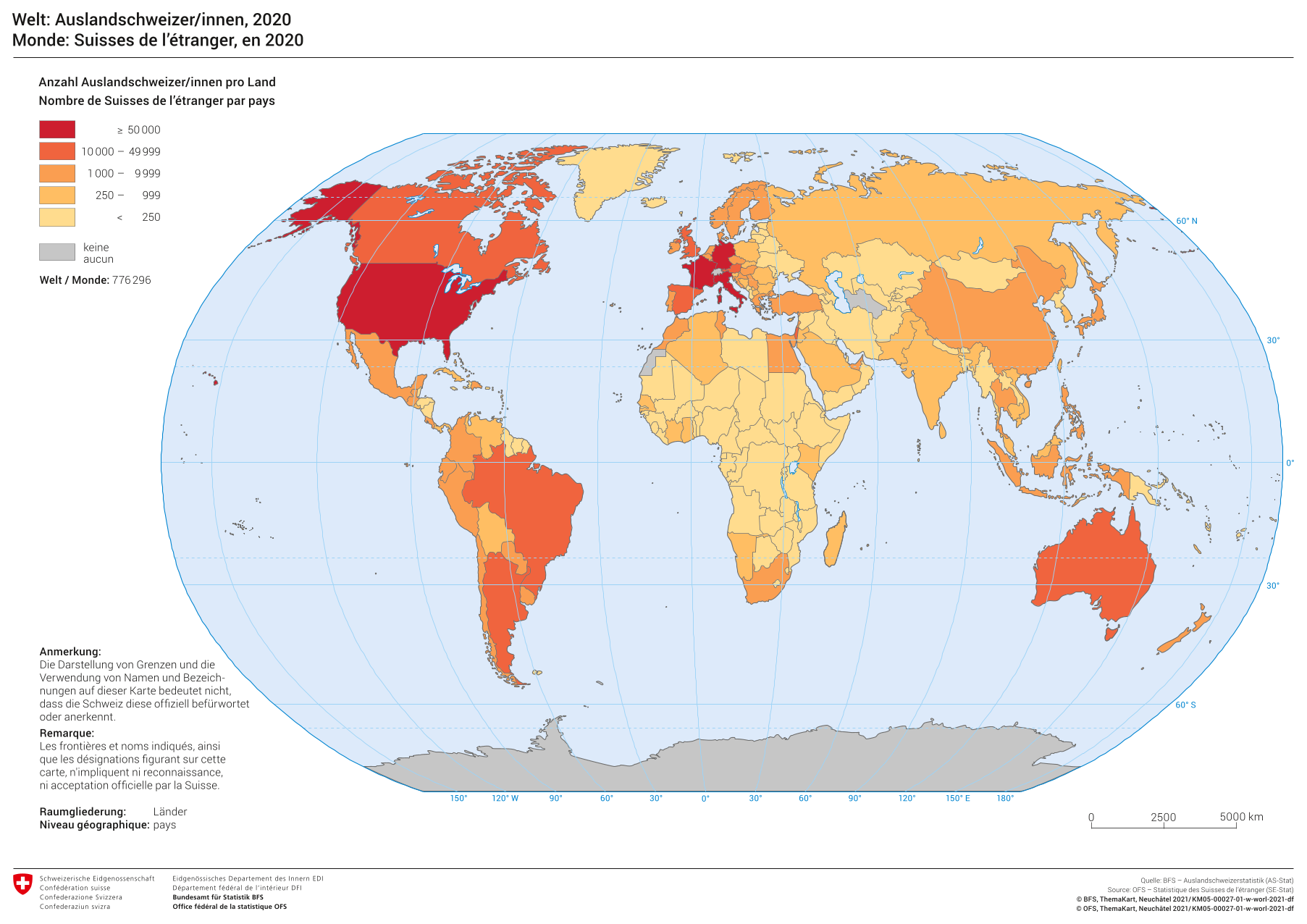
Nombre de Suisses de l'étranger au 31.12.2020

Le terme de Cinquième Suisse désigne le groupe des « Suisses de l'étranger ». Il est notamment utilisé lors de commentaires après des votations ou des élections.
Les Suisses de l'étranger peuvent voter depuis le 1er juillet 1992. Ils ont la possibilité de voter par correspondance sur le plan fédéral et dans certains cantons il est même possible de le faire au plan cantonal et communal.
Plus de 788 000 expatriés (2022) sont recensés dont 143 000 sont inscrits dans les registres électoraux. Parmi ceux-ci, 70 % ont la double nationalité. 
En 2012, ce chiffre s'élevait à 716 000 Suisses vivant à l'étranger et en 2013, à 732 183, soit à peu près 10 % de la population suisse et l'équivalent du troisième canton le plus peuplé de Suisse, celui de Vaud.
En 2014, les chiffres sont encore en augmentation avec une hausse de 2 %, le nombre s'établit à 746 885.

## Étymologie
À partir de la Première Guerre mondiale, la Nouvelle Société helvétique postule l'existence d'une « Quatrième Suisse » désignant les Suisses de l'étranger. À la suite de la reconnaissance du romanche comme quatrième langue nationale en 1938, l'expression désignant les Suisses de l'étranger est devenue la « Cinquième Suisse ».

## Statistiques

### Selon le continent
| Répartitions des suisses établis à l'étranger selon le continent et leurs subdivisions géographiques | Répartitions des suisses établis à l'étranger selon le continent et leurs subdivisions géographiques | Répartitions des suisses établis à l'étranger selon le continent et leurs subdivisions géographiques | Répartitions des suisses établis à l'étranger selon le continent et leurs subdivisions géographiques | Répartitions des suisses établis à l'étranger selon le continent et leurs subdivisions géographiques | Répartitions des suisses établis à l'étranger selon le continent et leurs subdivisions géographiques | Répartitions des suisses établis à l'étranger selon le continent et leurs subdivisions géographiques | Répartitions des suisses établis à l'étranger selon le continent et leurs subdivisions géographiques | Répartitions des suisses établis à l'étranger selon le continent et leurs subdivisions géographiques | Répartitions des suisses établis à l'étranger selon le continent et leurs subdivisions géographiques | Répartitions des suisses établis à l'étranger selon le continent et leurs subdivisions géographiques | Répartitions des suisses établis à l'étranger selon le continent et leurs subdivisions géographiques |
| Continent et subdivision                                                                             | 2003                                                                                                 | 2005                                                                                                 | 2007                                                                                                 | 2009                                                                                                 | 2011                                                                                                 | 2013                                                                                                 | 2015                                                                                                 | 2017                                                                                                 | 2019                                                                                                 | 2020                                                                                                 | 2021                                                                                                 |
| Afrique                                                                                              | 17 602                                                                                               | 18 017                                                                                               | 19 270                                                                                               | 19 630                                                                                               | 20 163                                                                                               | 21 218                                                                                               | 21 585                                                                                               | 19 542                                                                                               | 19 330                                                                                               | 18 769                                                                                               | 18 653                                                                                               |
| --- | --- | --- | --- | --- | --- | --- | --- | --- | --- | --- | --- |
| Afrique australe                                                                                     | 9 219                                                                                                | 9 167                                                                                                | 9 503                                                                                                | 9 466                                                                                                | 9 639                                                                                                | 9 872                                                                                                | 9 730                                                                                                | 8 882                                                                                                | 8 798                                                                                                | 8 558                                                                                                | 8 300                                                                                                |
| Afrique centrale                                                                                     | 760                                                                                                  | 711                                                                                                  | 698                                                                                                  | 696                                                                                                  | 727                                                                                                  | 819                                                                                                  | 843                                                                                                  | 641                                                                                                  | 618                                                                                                  | 592                                                                                                  | 594                                                                                                  |
| Afrique de l'Est                                                                                     | 2 994                                                                                                | 3 029                                                                                                | 3 283                                                                                                | 3 321                                                                                                | 3 323                                                                                                | 3 562                                                                                                | 3 713                                                                                                | 3 327                                                                                                | 3 338                                                                                                | 3 189                                                                                                | 3 204                                                                                                |
| Afrique de l'Ouest                                                                                   | 1 516                                                                                                | 1 536                                                                                                | 1 687                                                                                                | 1 698                                                                                                | 1 789                                                                                                | 1 933                                                                                                | 2 091                                                                                                | 1 831                                                                                                | 1 807                                                                                                | 1 703                                                                                                | 1 801                                                                                                |
| Afrique du Nord                                                                                      | 3 113                                                                                                | 3 574                                                                                                | 4 099                                                                                                | 4 449                                                                                                | 4 685                                                                                                | 5 032                                                                                                | 5 208                                                                                                | 4 861                                                                                                | 4 769                                                                                                | 4 727                                                                                                | 4 754                                                                                                |
| Amérique                                                                                             | 159 830                                                                                              | 163 043                                                                                              | 169 254                                                                                              | 172 553                                                                                              | 174 427                                                                                              | 178 349                                                                                              | 183 500                                                                                              | 179 320                                                                                              | 180 893                                                                                              | 180 618                                                                                              | 181 044                                                                                              |
| Amérique centrale                                                                                    | 8 532                                                                                                | 8 814                                                                                                | 9 242                                                                                                | 9 387                                                                                                | 9 521                                                                                                | 9 663                                                                                                | 10 251                                                                                               | 9 947                                                                                                | 9 889                                                                                                | 9 750                                                                                                | 9 884                                                                                                |
| Amérique du Nord                                                                                     | 106 788                                                                                              | 107 977                                                                                              | 111 662                                                                                              | 113 832                                                                                              | 114 682                                                                                              | 116 775                                                                                              | 120 089                                                                                              | 119 614                                                                                              | 121 380                                                                                              | 121 980                                                                                              | 122 620                                                                                              |
| Amérique du Sud                                                                                      | 42 047                                                                                               | 43 604                                                                                               | 45 467                                                                                               | 46 332                                                                                               | 47 016                                                                                               | 48 495                                                                                               | 49 599                                                                                               | 46 570                                                                                               | 46 418                                                                                               | 45 803                                                                                               | 45 498                                                                                               |
| Caraïbes                                                                                             | 2 463                                                                                                | 2 648                                                                                                | 2 883                                                                                                | 3 002                                                                                                | 3 208                                                                                                | 3 416                                                                                                | 3 561                                                                                                | 3 189                                                                                                | 3 206                                                                                                | 3 085                                                                                                | 3 042                                                                                                |
| Asie                                                                                                 | 28 847                                                                                               | 32 566                                                                                               | 38 229                                                                                               | 42 567                                                                                               | 46 670                                                                                               | 52 284                                                                                               | 56 972                                                                                               | 56 793                                                                                               | 58 922                                                                                               | 53 063                                                                                               | 53 440                                                                                               |
| Asie centrale                                                                                        | 160                                                                                                  | 165                                                                                                  | 181                                                                                                  | 157                                                                                                  | 144                                                                                                  | 147                                                                                                  | 136                                                                                                  | 122                                                                                                  | 132                                                                                                  | 98                                                                                                   | 109                                                                                                  |
| Asie de l'Est                                                                                        | 3 550                                                                                                | 4 279                                                                                                | 5 002                                                                                                | 5 411                                                                                                | 5 708                                                                                                | 6 225                                                                                                | 6 304                                                                                                | 5 868                                                                                                | 5 779                                                                                                | 5 573                                                                                                | 5 414                                                                                                |
| Asie de l'Ouest                                                                                      | 14 934                                                                                               | 16 553                                                                                               | 19 129                                                                                               | 21 439                                                                                               | 23 322                                                                                               | 26 247                                                                                               | 29 207                                                                                               | 30 527                                                                                               | 31 989                                                                                               | 26 861                                                                                               | 27 518                                                                                               |
| Asie du Sud                                                                                          | 1 508                                                                                                | 1 709                                                                                                | 2 002                                                                                                | 2 021                                                                                                | 2 163                                                                                                | 2 178                                                                                                | 2 222                                                                                                | 1 986                                                                                                | 1 962                                                                                                | 1 841                                                                                                | 1 833                                                                                                |
| Asie du Sud-Est                                                                                      | 8 695                                                                                                | 9 860                                                                                                | 11 915                                                                                               | 13 539                                                                                               | 15 333                                                                                               | 17 487                                                                                               | 19 103                                                                                               | 18 290                                                                                               | 19 060                                                                                               | 18 690                                                                                               | 18 566                                                                                               |
| Europe                                                                                               | 379 725                                                                                              | 393 227                                                                                              | 412 737                                                                                              | 420 594                                                                                              | 432 053                                                                                              | 449 237                                                                                              | 467 841                                                                                              | 464 091                                                                                              | 478 950                                                                                              | 490 847                                                                                              | 501 633                                                                                              |
| Europe de l'Est                                                                                      | 4 182                                                                                                | 4 740                                                                                                | 5 284                                                                                                | 5 449                                                                                                | 5 694                                                                                                | 5 962                                                                                                | 6 353                                                                                                | 6 205                                                                                                | 6 599                                                                                                | | |
| Europe de l'Ouest                                                                                    | 264 488                                                                                              | 273 032                                                                                              | 285 486                                                                                              | 289 987                                                                                              | 297 908                                                                                              | 310 542                                                                                              | 323 588                                                                                              | 322 095                                                                                              | 331 258                                                                                              | | |
| Europe du Nord                                                                                       | 37 972                                                                                               | 38 711                                                                                               | 41 355                                                                                               | 42 558                                                                                               | 44 064                                                                                               | 46 410                                                                                               | 49 345                                                                                               | 50 396                                                                                               | 52 974                                                                                               | | |
| Europe du Sud                                                                                        | 73 083                                                                                               | 76 744                                                                                               | 80 612                                                                                               | 82 600                                                                                               | 84 387                                                                                               | 86 323                                                                                               | 88 555                                                                                               | 85 395                                                                                               | 88 119                                                                                               | | |
| Océanie                                                                                              | 26 558                                                                                               | 27 363                                                                                               | 28 617                                                                                               | 29 630                                                                                               | 30 327                                                                                               | 31 095                                                                                               | 32 032                                                                                               | 32 047                                                                                               | 32 776                                                                                               | 32 999                                                                                               | 33 198                                                                                               |
| Australie et Nouvelle-Zélande                                                                        | 26 275                                                                                               | 27 118                                                                                               | 28 378                                                                                               | 29 391                                                                                               | 30 110                                                                                               | 30 877                                                                                               | 31 810                                                                                               | 31 836                                                                                               | 32 549                                                                                               | 32 796                                                                                               | 32 990                                                                                               |
| Mélanésie                                                                                            | 243                                                                                                  | 200                                                                                                  | 182                                                                                                  | 185                                                                                                  | 163                                                                                                  | 168                                                                                                  | 158                                                                                                  | 155                                                                                                  | 171                                                                                                  | 144                                                                                                  | 154                                                                                                  |
| Micronésie                                                                                           | 2 | 4 | 2 | 1 | 2 | 2 | 5 | 8 | 8 | 8 | 4 |
| Polynésie                                                                                            | 38                                                                                                   | 41                                                                                                   | 55                                                                                                   | 53                                                                                                   | 52                                                                                                   | 48                                                                                                   | 59                                                                                                   | 48                                                                                                   | 48                                                                                                   | 51                                                                                                   | 50                                                                                                   |
| Total général                                                                                        | 612 562                                                                                              | 634 216                                                                                              | 668 107                                                                                              | 684 974                                                                                              | 703 640                                                                                              | 732 183                                                                                              | 761 930                                                                                              | 751 793                                                                                              | 770 871                                                                                              | 776 296                                                                                              | 787 968                                                                                              |